# Maître du Hannibal de Harvard
Le Maître du Hannibal de Harvard ou Maître de l'Annibal d'Harvard est un maître anonyme enlumineur actif à Paris entre 1415 et 1440. Il doit son nom à une miniature du sacre d'Hannibal Barca située dans un manuscrit de la bibliothèque Houghton de l'université Harvard (Richardson 32).

## Éléments biographiques et stylistiques

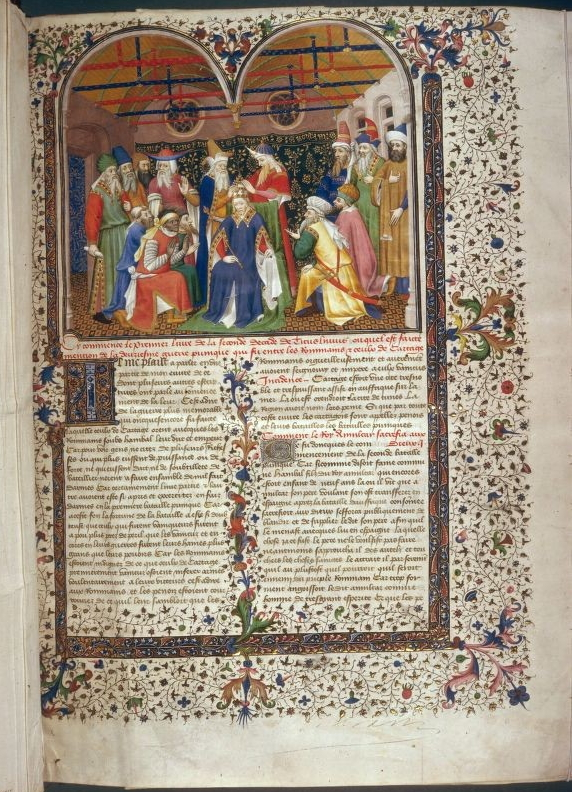
Le couronnement d'Hannibal, Harvard, Richardson 32

Le nom de convention a été forgé par Millard Meiss à partir d'une unique miniature d'un manuscrit de Tite-Live dont les autres peintures sont attribuées au Maître de Boucicaut ou au Maître de Bedford et leur atelier.
Le maître anonyme participe à la décoration de plusieurs manuscrits en compagnie du maître de Boucicaut dont il a dû être l'élève, ainsi qu'avec le collaborateur de celui-ci, le Maître de la Mazarine. Il emprunte aux deux artistes de nombreux motifs ainsi que la façon d'évoquer la troisième dimension et la gamme chromatique. Les traits de ses personnages sont en général lourdement marqués et l'oblique est une caractéristique de ses compositions spatiales.
Les plus anciens manuscrits attribués par Meiss remontent jusque vers 1415, notamment autour d'un manuscrit du Roman d'Alexandre (British Library, Royal 20 B XX). Il semble que l'on puisse distinguer sa production la plus ancienne, fortement influencée par le Maître de Boucicaut, de la plus récente, plus sans influence des Frères de Limbourg, à tel point que Catherine Reynolds se demande s'il ne s'agit pas de deux artistes différents. Cette production plus ancienne est parfois identifiée sous le nom de convention de Maître de l'Alexandre Royal. Il contribue, à partir des années 1420, à décorer des manuscrits pour des commanditaires flamands (Guillebert de Lannoy) ou normand, ce qui pourrait faire penser qu'il a quitté un temps Paris pour les Flandres puis Rouen.

## Manuscrits attribués

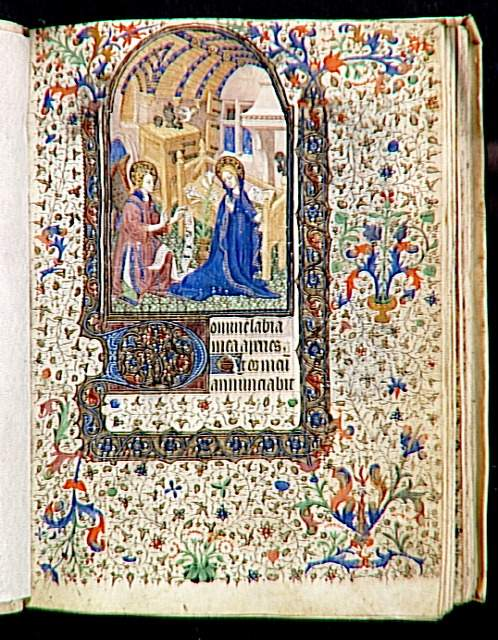
Annonciation du livre d'heures du musée de Cluny.

Une vingtaine de manuscrits lui sont attribués, dont la moitié des livres d'heures. Pour un certain nombre d'entre eux, sa contribution se limite à une miniature isolée.
- Cité de Dieu de saint Augustin traduite par Raoul de Presles, vers 1412, Bibliothèque municipale de Boulogne-sur-Mer, Ms.55 (second tome)[4]
- Les Décades de Tite Live, vers 1415, 1 miniature (vol.II, f.1) Houghton Library, université Harvard, Richardson 32[5]
- Chroniques de Froissart, 1 miniature de frontispice (f.6), en collaboration avec le Maître de l'Apocalypse de Jean de Berry, vers 1415, Bibliothèque nationale de France, Paris, Fr.2663
- Un livre d'heures à usage indéterminé, vers 1415-1420, 18 miniatures, Musée de Cluny, inv.CL.1252
- Psautier, vers 1415-1420, musée Archidiocésain (Kolumba (de)), Cologne, collection Renate König ms.7
- Des Cleres et Nobles Femmes du Boccace, en collaboration avec l'atelier du Maître de Boucicaut et le Maître de la Cité des dames, vers 1415, musée Calouste-Gulbenkian, Lisbonne, L.A. 143[6]
- Les Antiquites judaiques, miniature de frontispice, vers 1416 (les autres miniatures plus tardives, étant de la main du Maître du Boccace de Munich), Bibliothèque nationale de France, Fr.247[7]
- Heures à l'usage de Paris, vers 1417, 14 miniatures, Pierpont Morgan Library, New York, M.455[8]
- Roman d'Alexandre, vers 1420 (parfois attribué au Maître de l'Alexandre Royal, qui doit son nom de convention à ce ms.), British Library, Royal 20 B XX[9]
- Heures de la famille Umfray à l'usage de Sarum, fait à Rouen (?) vers 1420, British Library, Sloane 2468[10]
- Méditations sur la vie du Christ, traduites par Jean Galopes, vers 1420, British Library, Royal 20 B IV[11]
- Livre d'heures, vers 1420, Université de l'Indiana à Bloomington, Lilly Library, Ms.Ricketts 118
- Livre d'heures, vers 1420, BNF, NAL. 3109
- Cas des nobles hommes et femmes de Boccace traduit par Laurent de Premierfait, vers 1420, bibliothèque bodléienne, Oxford, Ms Bodley 265
- Heures à l'usage de Paris, vers 1420-1430, bibliothèque bodléienne, Oxford, Ms.Liturg. 100[12]
- Heures de Guillebert de Lannoy, en collaboration avec le Maître de Guy de Laval et le Maître de la Cité des dames, Waddesdon Manor (Buckinghamshire), Rothschild Collection Ms.4
- Heures à l'usage de Paris, vers 1420, Walters Art Museum, Baltimore, W.287[13]
- Heures à l'usage de Paris, vers 1420, Walters Art Museum, Baltimore, W.259
- Heures à l'usage de Paris, Stonyhurst College, Lancashire, Ms.33
- une miniature ajoutée à un manuscrit du XIIIe siècle, vers 1420 British Library, Londres, Cotton Vespasian A XIX, f.1v-2[14]
- Heures de Spitz, vers 1420, 2 miniatures en collaboration avec le Maître de Spitz et le Maître de Guy de Laval (f.71, 98v), Getty Center, Los Angeles, Ms.57
- Livre d'heures, vers 1420-1430, J. Paul Getty Museum, Ms.19[15]
- Liber peregrinationis animae traduit par Jean Thomas avant 1427 (dédié à Jean de Lancastre), 4 miniatures, Lambeth Palace, Londres, Ms.326
- Chroniques de Froissart, 2 miniatures (f.27 et 176), BNF, Fr. 2675
- Psautier d'Henri VI, ajout au manuscrit vers 1430 en collaboration avec le Maître de Hieronimus, British Library, Cotton Domitian A.XVII[16]
- un feuillet enluminé d'un livre d'heures, du petit office de la Croix, représentant une Crucifixion avec la Vierge et saint Jean, relié en tête d'un diurnal de Saint-Victor de Paris, Bibliothèque historique de la Ville de Paris, 8-MS-RES-1[17]